# Więzy układu mechanicznego
Więzy układu mechanicznego to warunki nakładające ograniczenia na położenia (więzy skończone, geometryczne) i prędkości (więzy różniczkowe, kinematyczne) punktów tego układu. Więzy mogą być dwu rodzajów: stacjonarne (skleronomiczne) i niestacjonarne (reonomiczne) w zależności od tego czy zależą one od czasu czy też nie.

## Więzy geometryczne dwustronne

### Punkt pojedynczy
Punkt materialny nazywamy swobodnym, jeżeli punkt ten może zajmować dowolne położenie w przestrzeni. Jeżeli jednak z góry dany jest obszar geometryczny, w granicach którego rozważany punkt może się poruszać, to sam punkt nazywamy nieswobodnym, a warunki ograniczające jego swobodę – więzami geometrycznymi. Ten obszar może być jedno-, dwu- lub trójwymiarowy. Powierzchnia ograniczająca obszar w ogólnym przypadku może być ruchoma i mieć zmienny kształt i dlatego opisana jest we współrzędnych kartezjańskich równaniem więzów dwustronnych o postaci
|  |  | {\displaystyle f(x,y,z,t)=0.} |  | (1) |

Przy więzach tego typu poruszający się punkt musi zawsze dokładnie pozostawać na powierzchni określonej równaniem (1).
W przypadku więzów jednostronnych punkt musi zawsze spełniać warunek
|  |  | {\displaystyle f(x,y,z,t)\geqslant 0,} |  | (2) |

czyli pozostawać po jednej stronie lub na brzegu powierzchni (1). Więzy jednostronne mogą być czynne (gdy {\displaystyle f=0}) lub nieczynne (gdy {\displaystyle f>0}).
Więzy dwustronne nakładają ograniczenia (1) nie tylko na przemieszczenia punktu, ale również na jego prędkości. Mamy bowiem obliczając pochodną zupełną (1)
|  |  | {\displaystyle {\frac {df}{dt}}={\frac {\partial f}{\partial x}}{\dot {x}}+{\frac {\partial f}{\partial y}}{\dot {y}}+{\frac {\partial f}{\partial z}}{\dot {z}}+{\frac {\partial f}{\partial t}}=0\quad \to \quad {\frac {df}{dt}}=\mathbf {grad} \,f\cdot \mathbf {v} +{\frac {\partial f}{\partial t}}=0.} |  | (3) |

To równanie ma rozwiązanie w postaci
|  |  | {\displaystyle \mathbf {v} =-{\frac {\partial f/\partial t}{\|\mathbf {grad} f\|^{2}}}\mathbf {grad} f+\mathbf {c} ,} |  | (4) |

gdzie {\displaystyle \mathbf {c} } – jest dowolnym wektorem prostopadłym do {\displaystyle \mathbf {grad} f,} czyli leżącym na płaszczyźnie stycznej do powierzchni określonej równaniem {\displaystyle f=0.}
Wynika stąd, że składowa prędkości w tej płaszczyźnie może być zupełnie dowolna. W przypadku więzów niestacjonarnych płaszczyzna ta porusza się i składowa prędkości punktu w kierunku gradientu nie jest zerowa. Ma ona wtedy wartość
|  |  | {\displaystyle \mathbf {v} _{g}=-{\frac {\partial f/\partial t}{\|\mathbf {grad} f\|}}.} |  | (5) |

Więzy dwustronne nie nakładają żadnych ograniczeń także na przyspieszenia punktu w kierunku prostopadłym do wektora {\displaystyle \mathbf {grad} f,} mamy bowiem
|  |  | {\displaystyle {\frac {d^{2}\!f}{dt^{2}}}={\frac {\partial f}{\partial x}}{\ddot {x}}+{\frac {\partial f}{\partial y}}{\ddot {y}}+{\frac {\partial f}{\partial z}}{\ddot {z}}+D_{2}f,} |  | (6.1) |

gdzie składnik
|  |  | {\displaystyle D_{2}f={\frac {d}{dt}}{\frac {\partial f}{\partial x}}{\dot {x}}+{\frac {d}{dt}}{\frac {\partial f}{\partial y}}{\dot {y}}+{\frac {d}{dt}}{\frac {\partial f}{\partial z}}{\dot {z}}+{\frac {d}{dt}}{\frac {\partial f}{\partial t}}} |  | (6.2) |

nie zawiera żadnych przyspieszeń.
Zamiast (6.1) możemy napisać
|  |  | {\displaystyle {\frac {d^{2}\!f}{dt^{2}}}=\mathbf {grad} f\cdot \mathbf {w} +D_{2}f=0.} |  | (7) |

Po rozwiązaniu otrzymujemy
|  |  | {\displaystyle \mathbf {w} =-{\frac {D_{2}f}{\|\mathbf {grad} f\|^{2}}}\mathbf {grad} f+\mathbf {c} ,} |  | (8) |

gdzie {\displaystyle \mathbf {c} } jest dowolnym wektorem prostopadłym do gradientu. W przypadku więzów niestacjonarnych składowa przyspieszenia punktu o kierunku gradientu, wywołanego ruchem płaszczyzny (1), ma wartość
|  |  | {\displaystyle \mathbf {w} _{g}=-{\frac {D_{2}f}{\|\mathbf {grad} \,f\|}}.} |  | (9) |

### Układ punktów
Rozważmy układ składający się z {\displaystyle n} punktów materialnych. Oznaczmy współrzędne dowolnego punktu {\displaystyle m_{\nu }} przez {\displaystyle x_{\nu },\,y_{\nu },\,z_{\nu }.} Na ten układ można nałożyć więzy geometryczne wyrażone wzorami
|  |  | {\displaystyle f_{\alpha }(\dots ,x_{\nu },\,y_{\nu },\,z_{\nu },\,\dots ,\,t)=0,\quad \alpha =1,2,\dots ,a.} |  | (10) |

Każde położenie układu, dla którego współrzędne punktów spełniają te równania, nazywamy możliwym w danej chwili czasu.
Wyobraźmy sobie, że punkty układu o współrzędnych {\displaystyle x_{i},\,y_{i},\,z_{i},\quad (i\neq \nu \,;\;\;1,2,\dots ,n-1)} zostały unieruchomione. Wówczas równanie (10) przedstawia powierzchnię w {\displaystyle \mathbf {R} ^{3},} która z biegiem czasu zmienia swój kształt, na której musi pozostawiać punkt {\displaystyle m_{\nu }.}
Gradientem więzów {\displaystyle f_{\alpha }} w punkcie {\displaystyle m_{\nu }} jest
|  |  | {\displaystyle \mathbf {grad} _{\nu }f_{\alpha }={\frac {\partial f}{\partial x_{\nu }}}\mathbf {x} ^{o}+{\frac {\partial f}{\partial y_{\nu }}}\mathbf {y} ^{o}+{\frac {\partial f}{\partial z_{\nu }}}\mathbf {z} ^{o},} |  | (11) |

gdzie {\displaystyle \mathbf {x} ^{o}\!,\mathbf {y} ^{o}\!,\mathbf {z} ^{o}} są wersorami osi globalnego układu współrzędnych.
Gradient ten ma kierunek normalnej do powierzchni (10).
Więzy o postaci (10) nakładają ograniczenia nie tylko na położenie, ale również na prędkości punktów układu.
Równania (10) mają być spełnione w dowolnej chwili {\displaystyle t} i stąd wynika, że pochodna zupełna dowolnego rzędu względem czasu, lewych stron równości (10), jest równa zeru. Ograniczenia na prędkości punktów układu otrzymamy różniczkując (10)
|  |  | {\displaystyle {\frac {df_{\alpha }}{dt}}=\sum _{\nu =1}^{n}\left({\frac {\partial f_{\alpha }}{\partial x_{\nu }}}{\dot {x}}_{\nu }+{\frac {\partial f_{\alpha }}{\partial y_{\nu }}}{\dot {y}}_{\nu }+{\frac {\partial f_{\alpha }}{\partial z_{\nu }}}{\dot {z}}_{\nu }\right)+{\frac {\partial f_{\alpha }}{\partial t}}=0} |  | (12) |

lub
|  |  | {\displaystyle {\frac {df_{\alpha }}{dt}}=\sum _{\nu =1}^{n}\mathbf {grad} _{\nu }f_{\alpha }\cdot \mathbf {v} _{\nu }+{\frac {\partial f_{\alpha }}{\partial t}}=0.} |  | (13) |

Obliczając pochodną funkcji (12) otrzymujemy warunki ograniczające przyspieszenia układu w postaci
|  |  | {\displaystyle {\frac {d^{2}\!f_{\alpha }}{dt^{2}}}=\sum _{\nu =1}^{n}\left({\frac {\partial f_{\alpha }}{\partial x_{\nu }}}{\ddot {x}}_{\nu }+{\frac {\partial f_{\alpha }}{\partial y_{\nu }}}{\ddot {y}}_{\nu }+{\frac {\partial f_{\alpha }}{\partial z_{\nu }}}{\ddot {z}}_{\nu }\right)+D^{2}\!f_{\alpha }=0,} |  | (13) |

gdzie
|  |  | {\displaystyle D^{2}\!f_{\alpha }={\frac {d}{dt}}{\frac {\partial f_{\alpha }}{\partial x_{\nu }}}{\dot {x}}_{\nu }+{\frac {d}{dt}}{\frac {\partial f_{\alpha }}{\partial y_{\nu }}}{\dot {y}}_{\nu }+{\frac {d}{dt}}{\frac {\partial f_{\alpha }}{\partial z_{\nu }}}{\dot {z}}_{\nu }+{\frac {d}{dt}}{\frac {\partial f_{\alpha }}{\partial t}}} |  | (14) |

jest wyrażeniem nie zawierającym przyspieszeń. Dzięki temu zamiast (13) możemy napisać
|  |  | {\displaystyle {\frac {d^{2}\!f_{\alpha }}{dt^{2}}}=\sum _{\nu =1}^{n}\mathbf {grad} _{\nu }f_{\alpha }\cdot \mathbf {w} _{\nu }+D^{2}\!f_{\alpha }=0.} |  | (15) |

## Więzy kinematyczne dwustronne
Kinematyczne więzy nie pozwalają na to, aby punkty układu w danej chwili i w danym położeniu miały dowolne prędkości. Więzy kinematyczne dwustronne można analitycznie zapisać równaniami o postaci
|  |  | {\displaystyle \varphi _{\beta }(\dots ,\,{\dot {x}}_{\nu },\,{\dot {y}}_{\nu },\,z_{\nu },\,\dots )=0,\quad \nu =1,2,\dots ,n,\quad \beta =1,2,\dots ,b.} |  | (16) |

W przypadku liniowych więzów kinematycznych wyrażenia analityczne zawierają prędkości tylko w sposób liniowy. Równania takich więzów mają postać
|  |  | {\displaystyle \varphi _{\beta }=\sum _{\nu =1}^{n}(B_{\nu x}^{(\beta )}{\dot {x}}_{\nu }+B_{\nu y}^{(\beta )}{\dot {y}}_{\nu }+B_{\nu z}^{(\beta )}{\dot {z}}_{\nu })+D_{\beta }=0,} |  | (17) |

gdzie {\displaystyle B_{\nu x}^{(\beta )},\,B_{\nu y}^{(\beta )},\,B_{\nu z}^{(\beta )},\,D_{\beta }} oznaczają pewne funkcje współrzędnych i czasu.
Jeżeli wprowadzimy do rozważań wektory
|  |  | {\displaystyle \mathbf {B} _{\nu }^{(\beta )}=B_{\nu x}^{(\beta )}\mathbf {x} ^{o}+B_{\nu y}^{(\beta )}\mathbf {y} ^{o}+B_{\nu z}^{(\beta )}\mathbf {z} ^{o}={\frac {\partial \varphi _{\beta }}{\partial {\dot {x}}_{\nu }}}\mathbf {x} ^{o}+{\frac {\partial \varphi _{\beta }}{\partial {\dot {y}}_{\nu }}}\mathbf {y} ^{o}+{\frac {\partial \varphi _{\beta }}{\partial {\dot {z}}_{\nu }}}\mathbf {z} ^{o},} |  | (18) |

to równania (17) możemy zapisać w postaci
|  |  | {\displaystyle \varphi _{\beta }=\sum _{\nu =1}^{n}\mathbf {B} _{\nu }^{(\beta )}\cdot \mathbf {v} _{\nu }+D_{\beta }=0.} |  | (19.1) |

Przyspieszenia {\displaystyle \mathbf {w} } punktów układu poddanego więzom rozważanego typu muszą spełniać ograniczenia o postaci
|  |  | {\displaystyle {\frac {d\varphi _{\beta }}{dt}}=\sum _{\nu =1}^{n}\mathbf {B} _{\nu }^{(\beta )}\cdot \mathbf {w} _{\nu }+\sum _{\nu +1}^{n}{\dot {\mathbf {B} }}_{\nu }^{(\beta )}\cdot \mathbf {v} _{\nu }+{\dot {D}}_{\beta }=0,} |  | (19.2) |

w której drugi i trzeci człon sumy nie zawiera przyśpieszeń.

## Więzy jednostronne

### Punkt pojedynczy
Analitycznym wyrażeniem geometrycznych więzów jednostronnych, nałożonych na punkt materialny, jest nierówność
|  |  | {\displaystyle f(x,y,z,t)\geqslant 0.} |  | (20) |

Więzy takie mogą być czynne, gdy {\displaystyle f=0} lub nieczynne, gdy {\displaystyle f>0.}
Gdy więzy nie są czynne, wtedy punkt porusza się wewnątrz obszaru, w którym możliwy jest jego ruch. W tym przypadku może on mieć dowolną prędkość i dowolne przyspieszenie, bo na te wielkości wektorowe nie są nałożone żadne ograniczenia.
Rozważmy teraz przypadek, gdy w pewnej chwili {\displaystyle t} więzy są jeszcze czynne, a za chwilę stają się nieczynne, tzn.
|  |  | {\displaystyle f(t)=0,\quad f(t+\Delta t)>0,} |  | (21) |

gdzie {\displaystyle \Delta t} jest dowolnie małą wielkością dodatnią.
Funkcja {\displaystyle f(t)} w sposób złożony zależy od czasu, tzn. w sposób jawny i za pośrednictwem zmiennych {\displaystyle x,\,y,\,z.}
Aby znaleźć ograniczenia nałożone na prędkości i przyspieszenia punktu posłużymy się rozwinięciem funkcji {\displaystyle f(t)} w szereg Taylora w otoczeniu momentu {\displaystyle t.}
{\displaystyle f(t+\Delta t)=f(t)+{\frac {df}{dt}}{\frac {\Delta t}{1!}}+{\frac {d^{2}\!f}{dt^{2}}}{\frac {\Delta t^{2}}{2!}}+\epsilon ,}
gdzie {\displaystyle \epsilon } oznacza zespół wyrazów rzędu co najmniej trzeciego rzędu względem {\displaystyle \Delta t.}
Na podstawie warunków (21) otrzymujemy
|  |  | {\displaystyle {\frac {df}{dt}}\Delta t+{\frac {d^{2}\!f}{dt^{2}}}{\frac {\Delta t^{2}}{2}}+\epsilon \geqslant 0.} |  | (22) |

Dzieląc przez {\displaystyle \Delta t} i przechodząc do granicy {\displaystyle \Delta t\to 0} otrzymuje się zgodnie z notacją (3)
|  |  | {\displaystyle {\frac {df}{dt}}\geqslant 0\quad \to \quad \mathbf {grad} f\cdot \mathbf {v} +{\frac {\partial f}{\partial t}}\geqslant 0.} |  | (23) |

Jeżeli więzy są stacjonarne, to {\displaystyle \partial f/\partial t=0} i dzięki temu
|  |  | {\displaystyle {\frac {\mathbf {grad} f}{\|\mathbf {grad} f\|}}\cdot \mathbf {v} \geqslant 0} |  | (24) |

tzn. że rzut prędkości {\displaystyle \mathbf {v} } punktu na kierunek gradientu nie może być ujemny, czyli niezgodny z więzami.
Jeżeli w chwili {\displaystyle t} pochodna {\displaystyle df/dt>0,} to z nierówności (22) nie można wyciągnąć żadnych wniosków dotyczących drugiej pochodnej {\displaystyle d^{2}\!f/dt^{2},} a zatem przyśpieszenie punktu pozostaje zupełnie dowolne. Jeżeli natomiast {\displaystyle df/dt=0,} to dzieląc nierówność (22) przez {\displaystyle \Delta t^{2}} i przechodząc do granicy {\displaystyle \Delta t\to 0} otrzymujemy (dla drugiej pochodnej prawostronnej) warunek
|  |  | {\displaystyle d^{2}\!f/dt^{2}\geqslant 0} |  | (24) |

lub zgodnie ze wzorem (7)
|  |  | {\displaystyle \mathbf {grad} f\cdot \mathbf {w} +D_{2}f\geqslant 0.} |  | (25) |

### Układ punktów
Dla układu punktów więzy geometryczne i kinematyczne opisane są nierównościami typu
|  |  | {\displaystyle f_{\alpha }(x_{\nu },\,y_{\nu },\,z_{\nu })\geqslant 0,\quad \alpha =1,2,\dots ,a,} |  | (26) |

|  |  | {\displaystyle \varphi _{\beta }=\sum _{\nu =1}^{n}\mathbf {B} _{\nu }^{(\beta )}\mathbf {v} _{\nu }+D_{\beta }\geqslant 0,\quad \beta =1,2,\dots ,b,\quad \nu =1,2,\dots ,n.} |  | (27) |

Gdy lewe strony tych wzorów są dodatnie mówimy, że więzy nie działają. Gdy lewe strony są równe zeru mówimy, że więzy działają.
Lewe strony wzorów (26) i (27) są złożonymi funkcjami czasu, tzn. zależą od czasu i jawnie i niejawnie, za pośrednictwem współrzędnych i ich pochodnych. Gdy czasowi {\displaystyle t} nadamy pewien dodatni przyrost {\displaystyle \Delta t} możemy napisać
|  |  | {\displaystyle f_{\alpha }(t+\Delta t)=f_{\alpha }(t)+{\frac {df_{\alpha }}{dt}}\Delta t+{\frac {d^{2}\!f_{\alpha }}{dt^{2}}}{\frac {\Delta t^{2}}{2}}+\epsilon ,\quad \alpha =1,2,\dots ,a,} |  | (28) |

|  |  | {\displaystyle \varphi _{\beta }(t+\Delta t)=\varphi _{\beta }(t)+{\frac {d\varphi _{\beta }}{dt}}\Delta t+\eta ,\quad \beta =1,2,\dots ,b,} |  | (29) |

gdzie {\displaystyle \epsilon \;i\;\eta } oznaczają składniki odpowiednio trzeciego i drugiego stopnia względem {\displaystyle \Delta t.}
Ponieważ zawsze będziemy uważali wielkość {\displaystyle \Delta t} za dodatnią, dlatego pochodne funkcji {\displaystyle f_{\alpha },\,\varphi _{\beta }} występujące we wzorach (28) i (29) należy rozumieć jako tzw. pochodne prawostronne, tzn. obliczone przy założeniu {\displaystyle \Delta t\to 0,\,\Delta t>0.}
Gdy układ porusza się zgodnie z więzami {\displaystyle f_{\alpha }=0,\,\varphi _{\beta }=0,} i chwila {\displaystyle t} nie jest chwilą, w której układ opuszcza więzy, wówczas przy dowolnym {\displaystyle \Delta t,} nie przekraczającym pewnej wartości, lewe strony wzorów (28) i (29) są równe zeru. Zatem w tym przypadku w chwili {\displaystyle t} zachodzą równości
|  |  | {\displaystyle f_{\alpha }=0,\quad {\frac {df_{\alpha }}{dt}}=0,\quad {\frac {d^{2}\!f_{\alpha }}{dt^{2}}}=0,\quad \dots ,\quad {\frac {df_{\alpha }^{(s)}}{dt^{s}}}=0,} |  | (30) |

|  |  | {\displaystyle \varphi _{\beta }=0,\quad {\frac {d\varphi _{\beta }}{dt}}=0,\quad \dots ,\quad {\frac {d^{(s)}\varphi _{\beta }}{dt^{s}}},} |  | (31) |

dla dowolnego {\displaystyle s.} Są to warunki konieczne i dostateczne na to, aby więzy działały.
Niech teraz {\displaystyle t} będzie chwilą, w której układ opuszcza więzy {\displaystyle f_{\alpha }} lub {\displaystyle \varphi _{\beta }.}
Znaczy to, że po pierwsze
|  |  | {\displaystyle f_{\alpha }(t)=0,\quad \varphi _{\beta }(t)=0,} |  | (32) |

i po drugie, dla dowolnego dodatniego {\displaystyle \Delta t} nie przekraczającego pewnej wartości
|  |  | {\displaystyle f_{\alpha }(t+\Delta t)>0,\quad \varphi _{\beta }(t+\Delta t)>0.} |  | (34) |

Uwzględniając te nierówności w rozwinięciach (28) i (29) stwierdzamy, że w chwili {\displaystyle t} zachodzą nierówności
|  |  | {\displaystyle {\frac {df_{\alpha }}{dt}}\Delta t+{\frac {d^{2}\!f_{\alpha }}{dt^{2}}}{\frac {\Delta t^{2}}{2}}+\epsilon >0,} |  | (35) |

|  |  | {\displaystyle {\frac {d\varphi _{\beta }}{dt}}\Delta t+\eta >0.} |  | (36) |

Nierówności te są prawdziwe przy dowolnie małym dodatnim {\displaystyle \Delta t.} Na skutek tego z pierwszej nierówności wynika, że
|  |  | {\displaystyle {\frac {df_{\alpha }}{dt}}\geqslant 0.} |  | (37) |

Taki warunek więzy geometryczne nakładają na prędkości punktów w chwili, gdy przestają działać. Warunek, jaki nakładają w takiej chwili więzy kinematyczne na prędkości punktów, polega na tym, że
|  |  | {\displaystyle \varphi _{\beta }(t)=0.} |  | (38) |

Jeżeli w chwili, gdy więzy geometryczne {\displaystyle f_{\alpha }} przestają działać, zachodzi nierówność {\displaystyle df\alpha /dt>0;} i ze wzoru (35) wynika, że druga pochodna {\displaystyle d^{2}\!f_{\alpha }/dt^{2}} może mieć dowolny znak, tzn. w tym przypadku więzy nie nakładają żadnych ograniczeń na przyśpieszenia punktów. Jeżeli {\displaystyle df_{\alpha }/dt=0,} to ponieważ nierówność (35) zachodzi przy dowolnie małym dodatnim {\displaystyle \Delta t,} więc wynika z niej warunek
|  |  | {\displaystyle {\frac {d^{2}\!f_{\alpha }}{dt^{2}}}\geqslant 0.} |  | (39) |

Podobnie z równości (35) można wywnioskować, że dla więzów kinematycznych {\displaystyle \varphi _{\beta }} w chwili, gdy przestają działać, zawsze ma miejsce nierówność
|  |  | {\displaystyle {\frac {d\varphi _{\beta }}{dt}}\geqslant 0.} |  | (40) |

Takie są warunki nakładane przez więzy na przyśpieszenia punktów w chwili, w której więzy przestają działać.